# PGC 214240
LEDA/PGC 214240 ist eine Galaxie im Sternbild Bärenhüter am Nordsternhimmel. Sie ist schätzungsweise 313 Millionen Lichtjahre von der Milchstraße entfernt und hat einen Durchmesser von etwa 105.000 Lichtjahren. Gemeinsam mit NGC 5532 bildet sie das Galaxienpaar Holm 622.
Im selben Himmelsareal befinden sich u. a. die Galaxien NGC 5531, PGC 1383540, PGC 1384516, PGC 1385124.